# Jamometići
Jamometići (Jamometi, Jamometorum, Giamometorichi, Giamometovich, Iamomet, Jammomethi, Jamometich, Yamometi), jedno od dvanaestero hrvatskih plemićkih plemena, koji su u 14. stoljeću bili naseljeni na Krbavi i Pounju. Jamometići se spominju u spisu Pacta conventa, i uz plemena Prklje i Bilinjane u zadarskom zaleđu u području Krneza na sjeverozapadnom rubu Ravnih kotara, ali nijedan sa staleškom oznakom plemića.
Pripadali su nižem plemstvu, a njihove prvotne posjede trebalo bi tražiti u širem zadarskom zaleđu na području Lučke županije ili tvrdoga grada Ostrovice. U povijesnim izvorima pojavljuju se od 13. stoljeća, no može se pretpostaviti da su, kao rod, postojali i u 12. stoljeću. U drugoj polovici 13. stoljeća istaknuo se Vučeta iz roda Jamometa, koji je obnašao dužnost načelnika u Ninu (1284. – 1302.) i Splitu (1304. – 1307.). Bio je oženjen sestrom bana Pavla I. Bribirskog te je 1293. godine boravio kao banov izaslanik na napuljskom dvoru. Padom gospodarske moći i rasprodajom zemljišnih posjeda, te oko 1481. godine nestaju iz povijesnih vrela u zadarskom zaleđu.
Pripadnik ovog plemena bio je i Andrija Jamometić, dominikanac čija je obitelj bila porijeklom iz Nina i koji je živio u 15. stoljeću i ubijen u baselskom zatvoru 1484.